# Алфьоров Олександр Анатолійович
Олекса́ндр Анато́лійович Алфьо́ров (нар. 30 листопада 1983, Київ) — український історик, радіоведучий, громадський та політичний діяч, кандидат історичних наук, науковий співробітник Інституту історії України НАН України, Голова Українського інституту національної пам'яті, майор запасу ЗСУ.

## Біографія

### Родина
Походить з українського шляхетсько-старшинського та дворянського роду Алфьорових. Народився в місті Києві, в родині науковців: батько — Алфьоров Анатолій Миколайович, кандидат біологічних наук, довгий час працював із Миколою Амосовим; мати Алфьорова Євгенія Олександрівна — педагог. З дружиною Тетяною виховують п'ятьох дітей.

### Навчання

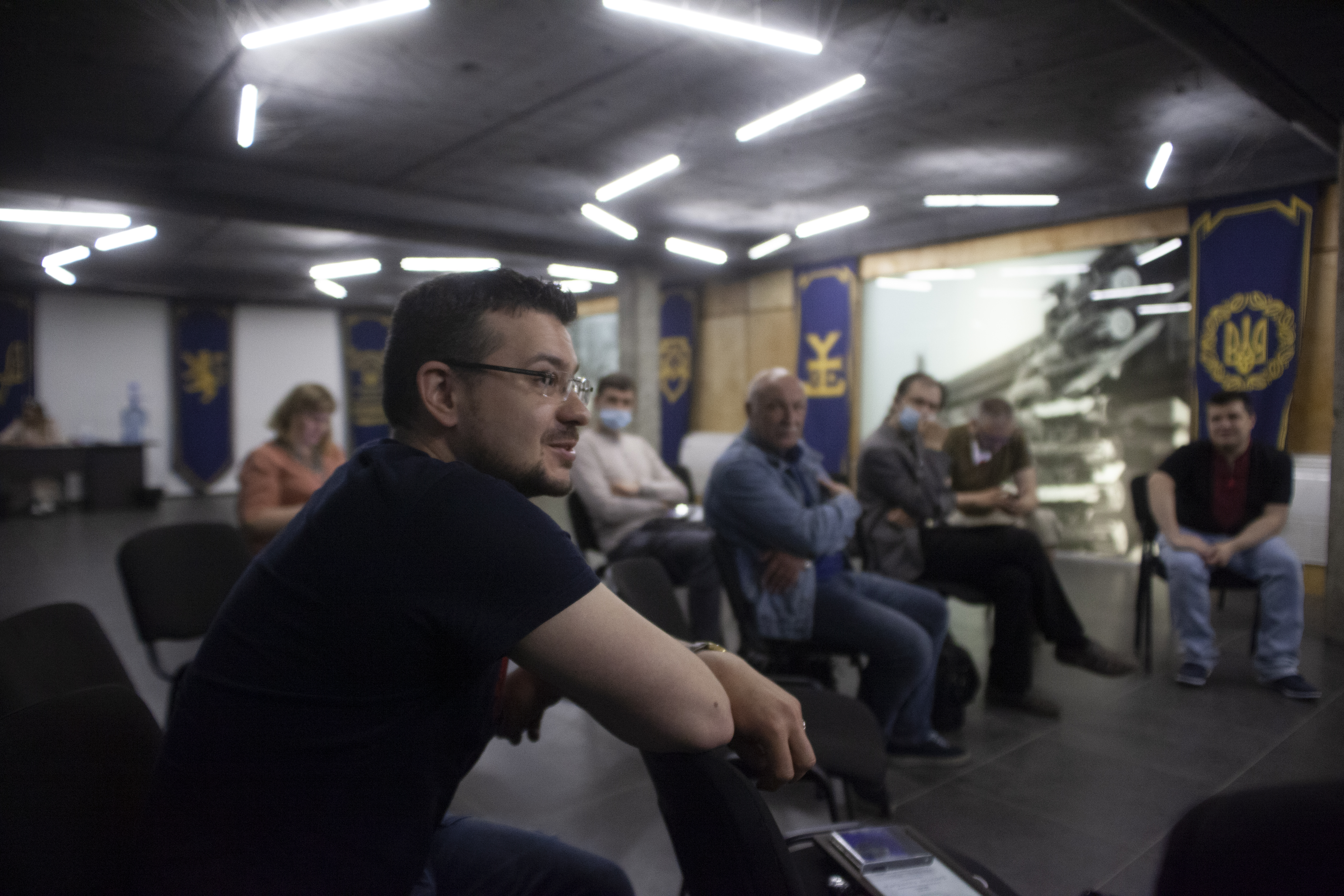
Олександр Алфьоров на форумі українських вікіпедистів, 5 червня 2021

2001 року закінчив середню школу № 137 (м. Київ). За час навчання у школі брав активну участь у конкурсі Малої академії наук: переможець всеукраїнського етапу МАН (2001) з історії. У 2006 р. закінчив із ректорською відзнакою Інститут історичної освіти Національного педагогічного університету імені М. Драгоманова за спеціальністю викладач історії, вчитель правознавства. У 2012 році захистив кандидатську дисертацію за спеціальністю «Історія України» за темою «Роль козацько-старшинського роду Голубів в історії України XVI—XVIII ст.». З 2012 року до початку війни студент заочного сектора Київської православної богословської академії (2 курси).

### Трудова діяльність
З 2008 року працює радіоведучим Українського радіо «Культура» (з 2012 року ведучий авторської передачі «Історичні Фрески»).
З 2010 року — молодший науковий (з 2012 року науковий) співробітник Інституту історії України Національної академії наук України.
У 2014—2018 роках — прессекретар народного депутата України Андрія Білецького, з зими 2014 по червень 2015 року — керівник пресслужби полку «Азов».
З 2019 року — телеведучий на Суспільному телебаченні UA: Культура.
У 2020—2021 координатор українського відділення проєкту Принстонського університету «Framing the Late Antique and Medieval Economy».
З квітня 2022 року офіцер ССО «Азов-Київ», з вересня офіцер 3-ї окремої штурмової бригади, начальник групи гуманітарної підготовки та інформаційного забезпечення відділення психологічної підтримки персоналу. Одночасно був головою експертної групи з дерусифікації в Києві.
27 червня 2025 Кабінет Міністрів України призначив Олександра Алфьорова головою Українського інституту національної пам'яті.

## Наукова діяльність
Автор понад 100 наукових статей; автор та співавтор книг:
- Алфьоров О. Особові печатки правобережної України: кінець XVIII — перша половина XIX ст. — Біла Церква: Вид. О. В. Пшонківський 2004. — 100 с.
- Алфьоров О. А., Однороженко О. А. Українські особові печатки XV—XVII ст. за матеріалами київських архівосховищ. — Харків: Вид. «Просвіта», 2009. — 200 с.
- Алфьоров О. Старшинський рід Алфьорових: генеалогія, соціально-політичне та майнове становище слобідської гілки другої половини XVII — початку ХХ ст. — Біла Церква: Вид. О. В. Пшонківський, 2009. — 150 с.
- «Договори і постанови…» / Упорядник О. Алфьоров. — Київ: Вид. «Темпора» 2010. — 152 с.
- Тисяча років української сфрагістики. Каталог виставки. /у співавторстві/ К.,2014. — 505 с.
- Реєстри Сумського полку. 1660—1664 / Упорядники О. Алфьоров, О. Різниченко. — Київ: Вид. Інституту історії країни НАН України, 2016. — 534 с.
- Реєстри Полтавського полку 1654 р. /Упорядники О. Алфьоров, О. Монькін. — Київ: Вид. Інституту історії країни НАН України, 2018. — 266 с.
- Переписна книга Сумського полку 1691 р. / Упорядники О. Алфьоров, О. Різниченко. — Київ: Вид. Інституту історії країни НАН України, 2019. — 635 с.
- Михайло Чайковський. Шляхта обирає авантюризм / упорядник О.Алфьоров. — Київ: Вид.: Пропала грамота, 2020. — 608 с.
- Алфьоров О., Різніченко О. Переписна книга Білопільської сотні 1673 року. — Київ-Білопілля, 2021. — 219 с.
- Алфьоров О. Особові печатки з Правобережної України: середина XVII — початок ХІХ ст. Матеріали до каталогу. — Київ, 2021. — 210 с.
- Алфьоров О. Печатки Київської митрополії XI—XIV ст.: клір та інституції. Каталог колекції Музею Шереметьєвих. — Київ: Видавничий дім «Антиквар», 2021. — 240 с[5].
- Присяга козацьких полків, що були у поході 1718 року / Упорядники О. Алфьоров, О. Різниченко. — Запоріжжя, 2023. — 200 с.
- Переписна книга Сумського полку 1691 р. / Упорядники О. Алфьоров, О. Різниченко. — Запоріжжя, 2024. — 528 с.
- Seibt W., Alf'orov O. Byzantine Seals and Rus'ian Seals in the Byzantine Style Found on the Territory of Ukraine. — Kyiv, 2024. — 418 p.
- Відповідальний секретар наукових збірників «Сфрагістичний щорічник» (Вип. 1—5), «Спеціальні історичні дисципліни: питання теорії та методики» (Вип. 25-26).
- Алфьоров О. , Петраускас А. ГОРОДНИЦЬКИЙ СКАРБ: СРІБНИКИ ВОЛОДИМИРА СВЯТОСЛАВИЧА // Український нумізматичний щорічник. — 2021. — № 5. — C. 25[6]

Внесок у розвиток науки
- У 2009 році віднайшов у Російському державному архіві давніх актів (м. Москва) копію «Конституції Пилипа Орлика», написану староукраїнською мовою[7].
- У 2010—2017 роках — співорганізатор 7 міжнародних Сфрагістичних конференцій.
- 2017 року — куратор та автор виставки «Святослав Хоробрий: Дух Епохи» (Музей «Золоті Ворота» Національного заповідника «Софія Київська»).
- 2018 року — засновник «Історичного Радіо».
- 2020 року — відкрив світу раніше не відомого з джерел Київського митрополита Никифора ІІІ, який посідає місце між митрополитами Кирилом III (1247—1281) та Максимом (1285—1305). Судячи з напису на печатці, яку вперше презентовано на міжнародній конференції з історії Русі у Варшаві 2 лютого 2020 р., Никифор ІІІ був митрополитом лише трошки понад року. А можливо, помер у дорозі, адже його печатку (з колекції О. Шереметьєва) знайдено в Херсонесі (Севастополь).
- 2020 року — взяв участь у передачі державі Городницького скарбу.
- Автор герба Черняхівського району Житомирської області.

## Громадсько-політична діяльність
2001—2007 рр. — голова молодіжного осередку ВГО «Союз гетьманців-державників».
Член Українського геральдичного товариства.
З 2016 р. член Вищої Ради політичної партії Національний Корпус, речник партії. З 2018 року — керівник всеукраїнської кампанії «Пам'ять нації».
Голова експертної топонімічної комісії з опрацювання пропозицій щодо перейменування об'єктів міського підпорядкування, назви яких пов'язані з Російською федерацією та/або її союзниками (сателітами) при Київській міській державній адміністрації.
Автор науково-популярного YouTube каналу Олександр Алфьоров.

## Нагороди
- Орден «За заслуги» III ступеня (6 червня 2025) — за вагомий особистий внесок у розвиток вітчизняної журналістики та інформаційної сфери, мужність і самовідданість, виявлені під час висвітлення подій повномасштабного вторгнення Російської Федерації на територію України, багаторічну сумлінну працю[11].
- Відзнака Президента України «За участь в антитерористичній операції» (2015)[2]
- Премія імені Дмитра Нитченка (2022)[12]
- Медаль «За жертовність і любов до України» Української православної церкви Київського патріархату.
- Численні подяки від Українського музею в Чикаго, Міністерства культури, Малої академії наук та ін.[2]